# Bragg (Texas)
Bragg è una città fantasma della contea di Hardin, Texas, Stati Uniti.